# (25867) DeMuth
(25867) DeMuth est un astéroïde de la ceinture principale.

## Description
(25867) DeMuth est un astéroïde de la ceinture principale. Il fut découvert le 26 avril 2000 à la station Anderson Mesa par le programme LONEOS. Il présente une orbite caractérisée par un demi-grand axe de 2,24 UA, une excentricité de 0,15 et une inclinaison de 0,9° par rapport à l'écliptique.